# 極洋
株式会社極洋（きょくよう、Kyokuyo Co., Ltd.）は、東京都港区に本社をおく日本の水産会社。ロゴ上の表記は「キョクヨー」。

## 会社概要
スマトラ拓殖の社長だった山地土佐太郎が油脂資源開発の観点から南氷洋捕鯨に乗り出すにあたり、1936年（昭和11年）9月3日、母船式捕鯨事業・各種漁業・水産加工業を業務とする極洋捕鯨として設立され、設立登記が行われた重陽の9月9日が創立記念日となった。1938年（昭和13年）10月11日に極洋丸を捕鯨母船とする捕鯨船団が出航し、ヒゲクジラBWU（シロナガスクジラ換算）781.5頭とマッコウクジラ67頭を捕獲した。さらに1船団の追加建造の計画もあったが、太平洋戦争（大東亜戦争）の勃発で捕鯨船は徴用され、終戦までに沿岸捕鯨の2隻を除き戦没及び沈没した。
戦後、極洋捕鯨は会社経理応急措置法や過度経済力集中排除法の適用を受けたが、すぐに解除されたので残存する2隻と日本水産から購入した船齢50年以上の第一日水丸、諏訪丸の4隻で沿岸捕鯨を行い、以西底曳網漁業で復興を図りながら、母船式捕鯨の再開を望んだ。また、1949年（昭和24年）には鯨肉の缶詰製造で缶詰製造に参入した。1946年（昭和21年）に共同出漁で小笠原諸島の母船式捕鯨を開始。翌1950年（昭和25年）3月に、ばいかる丸で小笠原諸島近海でのマッコウクジラ捕鯨（第4次小笠原捕鯨）で操業を開始した。1952年（昭和27年）には北洋海域（太平洋最北部・オホーツク海・ベーリング海）での捕鯨を再開。さらに1955年（昭和30年）には2代目極洋丸を竣工させ、北洋捕鯨に従事させた。以西底引網漁業は長崎港を拠点に1966年（昭和41年）まで操業したほか、1962年（昭和37年）にカナリア諸島でのアフリカ沖トロール漁業に参入した。1956年（昭和31年）にはパナマ船籍の捕鯨母船オリンピック・チャレンジャーの船団を購入し第二極洋丸に改名。10月27日に出航した第11次南氷洋捕鯨で南氷洋捕鯨を再開した。1960年（昭和40年）8月15日、イギリス船籍の捕鯨母船バリーナの船団を購入し、第三極洋丸に改名。第15次南氷洋捕鯨は第二・第三極洋丸の2船団となり、創業して以来の悲願だった複数船団による南氷洋捕鯨が実現した。
1965年（昭和40年）5月6日、国際捕鯨委員会（IWC）の会議で南氷洋捕鯨の捕獲枠が前年より1,000頭減少の4,500頭まで削減され、ザトウクジラ1年、シロナガスクジラ5年の禁漁が決まったことにより、第二極洋丸が北洋捕鯨の船団として運航。第20次南氷洋捕鯨は第三極洋丸のみの1船団が出航した。その後も捕獲枠の削減が続き、1970年（昭和45年）の第19次北洋捕鯨を最後に第二極洋丸が捕鯨事業から撤退。以降は第三極洋丸のみが捕鯨に従事したが、1975年（昭和50年）の第24次北洋捕鯨と同年から1976年（昭和51年）の第30次南氷洋捕鯨が極洋捕鯨部として最後の捕鯨となった。6月1日に捕鯨事業を日本共同捕鯨株式会社に譲渡し、7月1日に捕鯨部を廃止した。
1980年（昭和55年）11月に冷凍食品を製造する極洋食品、1986年（昭和61年）11月に冷蔵船事業を行う秋津海運（後の極洋海運）、1997年（平成9年）
3月にカツオ・マグロ事業を行う極洋水産を設立するなど事業のグループ化を進め、200海里規制によりトロール漁業からも撤退した現在では、水産品の買い付けや加工、カツオ・マグロの漁撈を主としている。

## 事業
かつては日本水産（現：ニッスイ）、大洋漁業（現：マルハニチロ）とともに、南氷洋や北洋において母船式捕鯨事業を展開する三社の一つだった。捕鯨事業の譲渡後も鯨肉の缶詰を製造していたが、1993年（平成5年）の時点で「歴史的資料は共同船舶か日本捕鯨協会にある」「どのような理由でも捕鯨に関する取材や素材の利用を認めない」と捕鯨と関連していることに否定的な回答をしていた。
また、デイリーのブランドで1957年（昭和32年）に魚肉ソーセージの製造を始めたほか、1960年（昭和35年）以降はインスタントラーメンや粉末ジュースも販売していた。
日本の大手水産会社で海まき船を所有しているのは同社グループとマルハニチロのみである。また、同社の加工食品事業は業務用が中心であり、最終消費者が同社の製品を直接購入する機会は少ないが、スーパーマーケットで鯖などの缶詰が購入できるほか、家庭用冷凍食品シリーズ「シーマルシェ」を展開している。また、業務スーパー向けのプライベートブランド商品も開発している。
業務用寿司ネタの製造販売を主力事業の一つとしており、多種多様な寿司ネタを回転寿司店等に卸している。また、一部の回転寿司チェーンと資本提携、業務提携を結んでいる（後述）。
証券コード「1301」は、日本国内の証券取引所に上場する企業としては最も数字が若く、『会社四季報』ではトップバッターである。また、水産加工品の詰め合わせは、個人株主の株主優待となっている。

## 社章

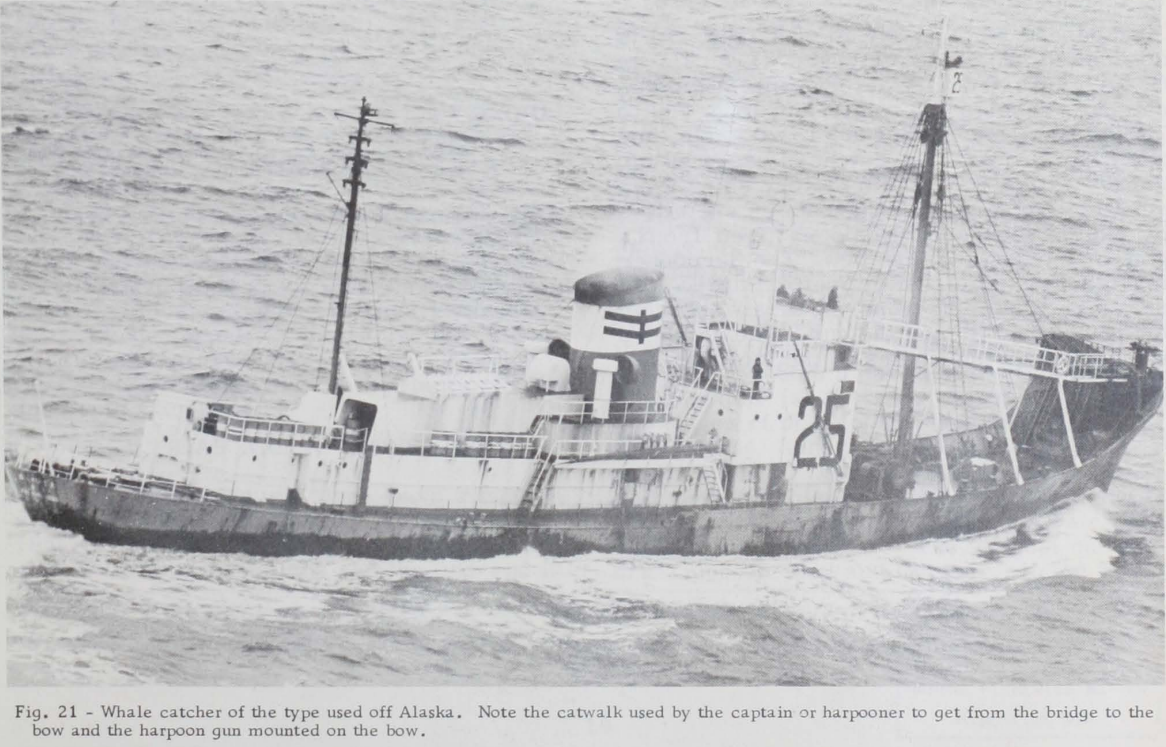
北洋捕鯨に従事する極洋のキャッチャーボート（1970年）

社章は創業時に制定されたもので、極洋捕鯨の「キ」を図案化したものである。極海に雄飛する進取と勇気と、日本の雅称である秋津島に繋がる赤とんぼに見立てた。社旗（通称「キ旗」）やファンネルマークにもあしらわれており、極洋の船団は日本国外の船団から「ドラゴンフライ（Dragonfly、トンボの意）」と呼ばれていた。

## 主な事業拠点
- 本社・東京支社

東京都港区赤坂3-3-5
- 札幌支社

札幌市中央区北8条西18-35-100
- 仙台支社

仙台市青葉区一番町2-10-17
- 名古屋支社

名古屋市東区東桜1-4-3
- 大阪支社

大阪市北区曾根崎2-16-19
- 広島支社

広島市中区大手町2-7-10
- 福岡支社

福岡市中央区舞鶴3-2-1
- 塩釜研究所

宮城県塩竈市新浜町3-20-1
- 青島駐在員事務所

Room No.1011-1013, Crowne Plaza Qingdao No.76,Xiang Gang Zhong Road, Qingdao, 266071, China
- ホーチミン駐在員事務所

Unit No. 706, The Landmark 5B Ton Duc Thang Street, District1, Ho Chi Minh City, Vietnam.
- Kyokuyo America Corporation

1200 Fifth Avenue, Suite 1575 シアトル, WA 98101-3131 アメリカ合衆国
- K&U Enterprise Co.,Ltd.

1289 Wichianchodok Rd., Ampur Muang, Samutskaron 74000, Thailand.
- Kyokuyo Europe B.V.

WTC Schiphol Airport, Schiphol Boulevard 193, 1118 BG Schiphol, The Netherlands

## 沿革

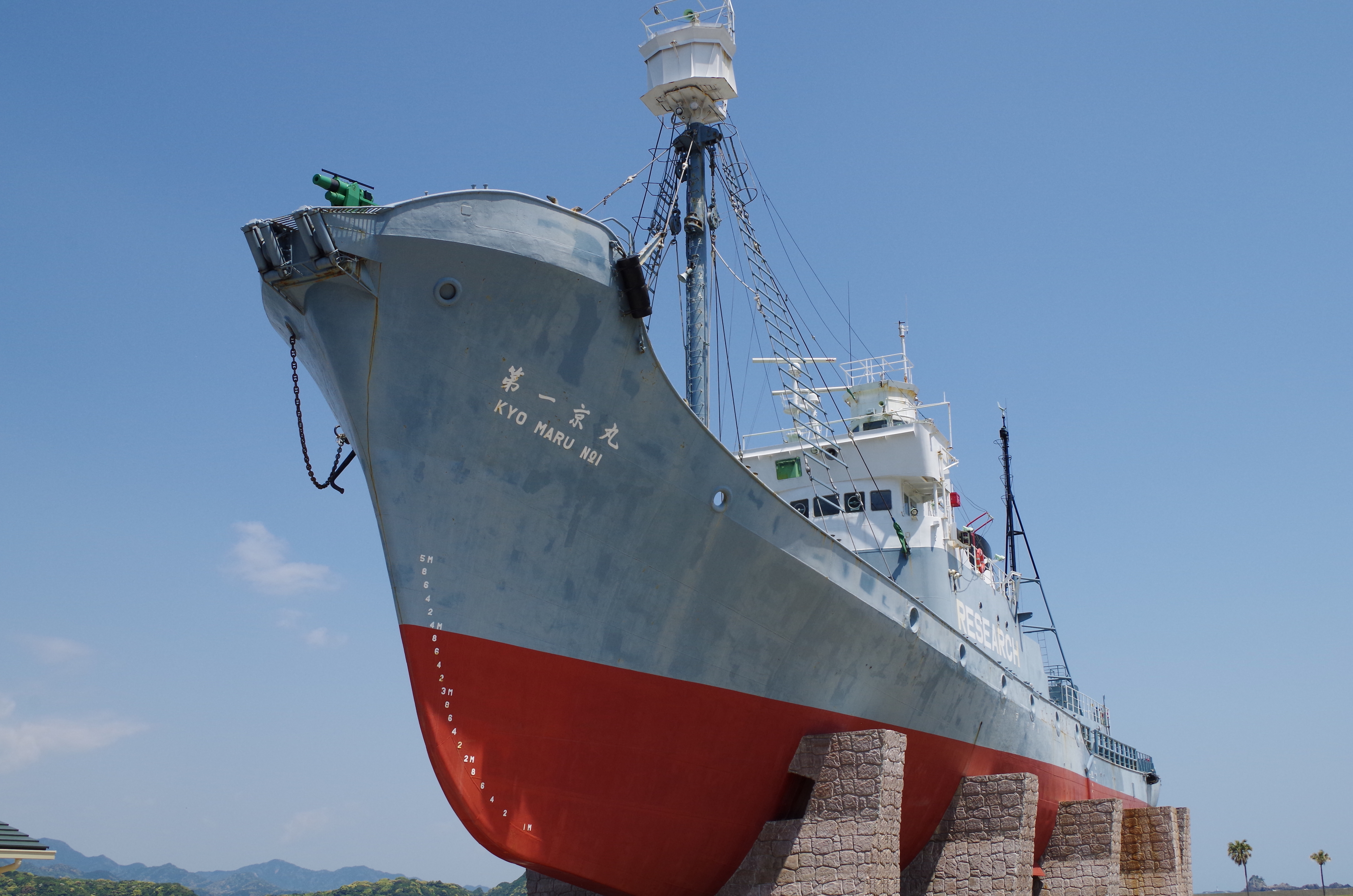
太地町くじら浜公園（和歌山県）で陸揚げ展示される第一京丸。極洋の捕鯨船団で最後に建造されたキャッチャーボートで、商業捕鯨時代の捕鯨船で最後まで調査捕鯨に残った船だった。

- 1937年（昭和12年）9月3日 - 母船式捕鯨事業・各種漁業・水産加工業を目的として、極洋捕鯨株式会社設立[3]
- 1938年（昭和13年）10月11日 - 極洋丸の船団が南氷洋に向けて出発。
- 1949年（昭和24年）5月 - 東京・大阪・名古屋の各証券取引所第1部に株式上場
- 1951年（昭和26年）2月21日 - 海運部門が太平洋海運として独立[28]。
- 1956年（昭和31年）10月27日 - 第二極洋丸船団が南氷洋に向けて出航し、南氷洋捕鯨を再開[13]。
- 1960年（昭和35年）11月3日 - 第三極洋丸船団が南氷洋に向けて出航し、捕鯨船団が最大の3船団となる[29]。
- 1962年（昭和37年） - 1961年から1962年の第二極洋丸船団の捕鯨を撮影した記録映画『氷海の王者』を制作[30]。
- 1971年（昭和46年）
  - 1月1日 - 社名を株式会社極洋に変更[18]
  - 11月 - 子会社秋津冷蔵（現：キョクヨー秋津冷蔵）を設立し、冷蔵倉庫事業に進出
- 1976年（昭和51年）
  - 6月1日 - 捕鯨事業を日本共同捕鯨株式会社に譲渡[19]
  - 7月1日 - 捕鯨部廃止[19]
- 1980年（昭和55年）11月 - 冷凍食品製造子会社の極洋食品株式会社を設立
- 1986年（昭和61年）11月 - 冷蔵船子会社の秋津海運株式会社（後の極洋海運株式会社）を設立
- 1997年（平成9年）
  - 3月 - カツオ・マグロ事業子会社として極洋水産株式会社を設立（10月にカツオ・マグロ事業を営業譲渡）
  - 5月 - 本社を千代田区から現在地に移転
- 2005年（平成17年）5月 - タイに寿司商材の加工販売を主とする合弁会社K&U Enterprise Co.,Ltd.を設立
- 2007年（平成19年）8月 - あきんどスシローと戦略的業務提携
- 2014年（平成26年）3月 - 極洋海運株式会社を吸収合併
- 2015年（平成27年）7月 - 指宿食品株式会社を設立

## 他社との提携
- あきんどスシロー

業務提携をしている。
- カッパ・クリエイト

資本提携をしている。お互いに発行済み株式の1%強を持ち合っている。
- 中央魚類

極洋は同社の株式の5%強を保有する大株主である。一方で、同社も極洋の株式を1%強保有する大株主である。また、同社の社長、今村忠如は東京支社極洋会（極洋東京支社管内の協力会社による組織）の会長を務めている。

## 関連会社

### 現在
- キョクヨーフーズ
- キョクヨーマリン愛媛
- 極洋水産
- 極洋商事
- ジョッキ

### 過去
- 太平洋海運 - 海運部門が独立し1951年（昭和26年）2月21日に創立。1964年（昭和39年）5月29日に日本郵船傘下となり、2010年（平成22年）10月1日に日本郵船に吸収合併され消滅した。

## 提供番組

### 現在
- ヒルナンデス!（月曜日、12時台前半スポンサー）（日本テレビ）
- バナナサンド（TBS）
- ラヴィット!（木曜日、9時台中盤スポンサー。2025年4月3日から提供）（TBS）

### 過去
- ヒマラヤ天兵（一社提供）（KRT）

## 関連人物
- 小笠原三九郎 - 元社長、第57代大蔵大臣等
- 法華津孝太 - 元社長、外務省調査局長、山階鳥類研究所専務理事等
- 多藤省徳 - 元副社長、顧問、捕鯨の大家
- 黛治夫 - 海軍大佐、最上型重巡洋艦「利根」艦長。戦後、技術顧問として捕鯨砲の砲手を教育